# Neoconis tubifera
Neoconis tubifera är en insektsart som beskrevs av Meinander 1980. Neoconis tubifera ingår i släktet Neoconis och familjen vaxsländor. Inga underarter finns listade i Catalogue of Life.